# Edward Hobart Seymour
Almirante da Frota Sir Edward Hobart Seymour, GCB, OM, GCVO, PC (Kinwarton, 30 de abril de 1840 – Maidenhead, 2 de março de 1929) foi um oficial da Marinha Real. Como oficial subalterno, serviu no Mar Negro durante a Guerra da Crimeia. Ele então participou do naufrágio dos juncos de guerra, da Batalha de Cantão e da Batalha dos Fortes Taku durante a Segunda Guerra do Ópio e depois entrou em ação novamente na Batalha de Cixi durante a Rebelião Taiping.
Seymour passou a ser segundo em comando do Esquadrão do Canal e depois Almirante Superintendente das Reservas Navais. Depois disso, ele se tornou Comandante-em-Chefe da Estação China. Durante a Rebelião dos Boxers, ele liderou uma expedição de 2.000 marinheiros e fuzileiros navais de navios de guerra ocidentais e japoneses para socorrer as legações diplomáticas sitiadas em Pequim. A expedição foi derrotada pelas forças chinesas e boxeadoras e teve que retornar a Tianjin. Embora a missão tenha falhado, quando Seymour voltou a Portsmouth, ele e seus homens foram recebidos por milhares de pessoas na praia e no cais.

## Biografia

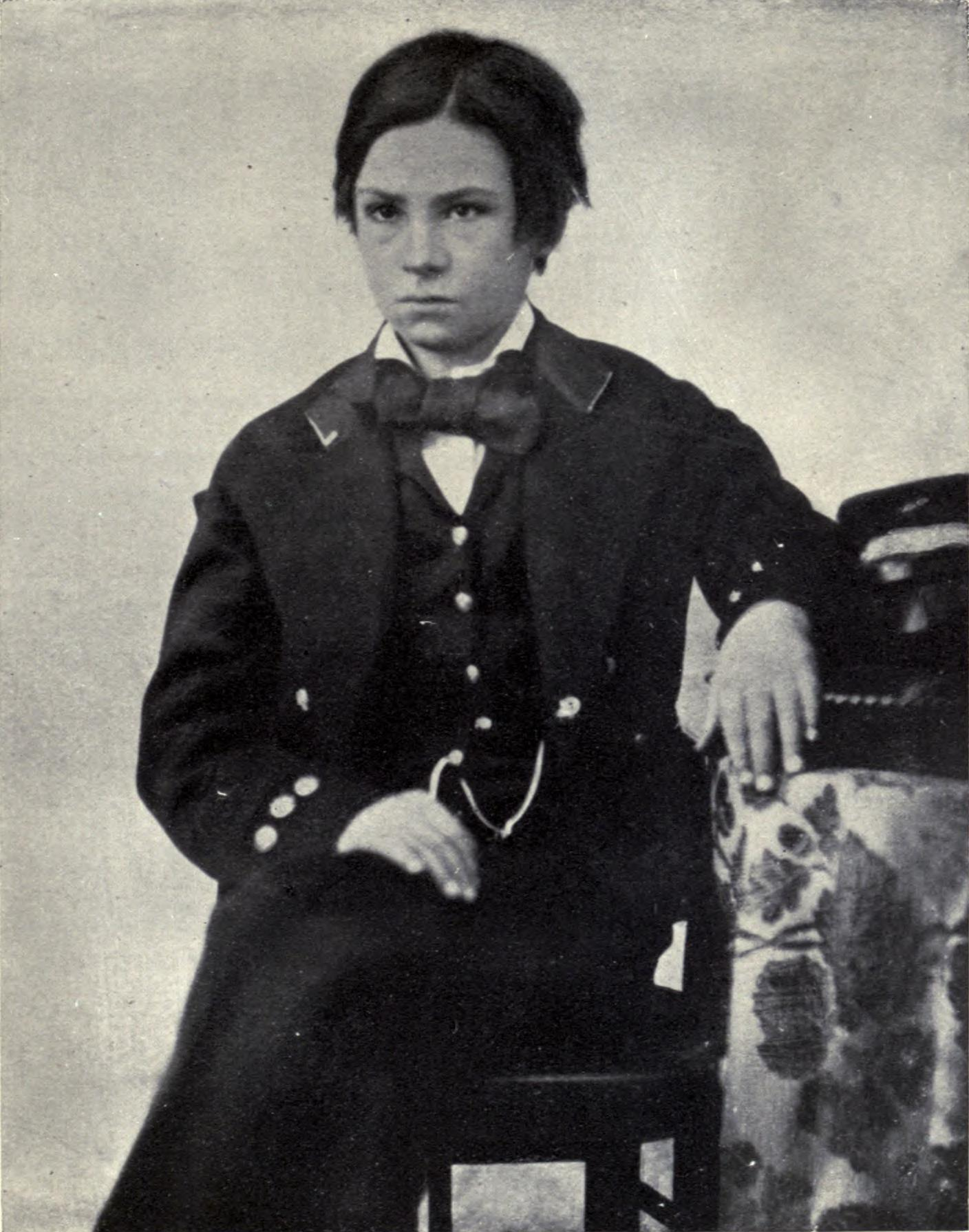
Edward Seymour em 1855

Nascido filho do reverendo Richard Seymour e Frances Seymour (nascida Smith), Seymour foi educado no Radley College e na Royal Naval Academy de Eastman, Southsea, e ingressou na Marinha Real em Portsmouth em 1852. Ele foi nomeado para a corveta HMS Encounter e, tendo sido promovido a aspirante, em seguida transferido para a fragata HMS Terrible em 1853. Serviu no HMS Terrible no Mar Negro durante a Guerra da Crimeia. Ele foi nomeado para o HMS Calcutta de segunda categoria, nau capitânia de seu tio Sir Michael Seymour, comandante-chefe da Estação China em 1857 e participou do naufrágio dos juncos de guerra em junho de 1857, da Batalha de Cantão em dezembro de 1857 e da Batalha dos Fortes Taku em maio 1858 durante a Segunda Guerra do Ópio.
Seymour voltou para Portsmouth e juntou-se à fragata a vapor HMS Mersey, após o qual frequentou o navio-escola HMS Illustrious e depois escola de artilharia HMS Excellent. Promovido a subtenente em 4 de maio de 1859, retornou à China e, durante a viagem, recebeu a medalha da Royal Humane Society por uma tentativa malsucedida de salvar um fuzileiro naval que havia caído ao mar. Promovido a tenente em 11 de fevereiro de 1860, ingressou na fragata HMS Chesapeake, nau capitânia do Comandante-em-Chefe, Estação China, e entrou em ação novamente na Batalha dos Fortes Taku em agosto de 1860. Ele se tornou comandante do navio a vapor HMS Waterman em Cantão e depois transferido para o saveiro HMS Sphynx antes de ingressar na fragata HMS Imperieuse, a nova nau capitânia do Comandante-em-Chefe, Estação China, e participou da Batalha de Cixi em setembro de 1862 durante a Rebelião Taiping.
Seymour tornou-se tenente-bandeira do Comandante-em-Chefe de Portsmouth em 1863 e depois ingressou no Iate Real HMY Victoria and Albert em 1865. Promovido a comandante em 5 de março de 1866, após uma viagem em um navio baleeiro para obter experiência nas águas árticas, ele se juntou à Guarda Costeira na Irlanda em 1868 e depois tornou-se comandante da canhoneira HMS Growler na estação da costa oeste da África em junho de 1869. Depois de participar de operações contra piratas africanos em 1870, tornou-se comandante do navio despachante HMS Vigilant no Esquadrão do Canal em janeiro de 1872 e depois no navio despachante HMS Lively no final daquele ano, também no Esquadrão do Canal.
Promovido a capitão em 13 de março de 1873, Seymour passou um ano no Royal Naval College, em Greenwich, e depois tornou-se comandante do navio de tropas HMS Orontes. Ele passou a ser comandante do cruzador HMS Iris na Frota do Mediterrâneo em abril de 1880 e comandante do encouraçado HMS Inflexible na Frota do Mediterrâneo em novembro de 1882. Ele comandou brevemente o transatlântico SS Oregon convertido quando as forças russas tomaram o território afegão em março de 1885 durante o Incidente de Panjdeh. Ele passou a ser capitão da bandeira do Comandante-em-Chefe, Portsmouth em maio de 1886 e, tendo sido nomeado Companheiro da Ordem do Banho em 21 de junho de 1887, tornou-se assistente do Almirante Superintendente de Reservas Navais em dezembro de 1887.
Promovido a contra-almirante em 14 de julho de 1889, Seymour tornou-se segundo em comando do Esquadrão do Canal, com sua bandeira no encouraçado HMS Anson, em abril de 1894. Promovido a vice-almirante em 9 de novembro de 1895, tornou-se almirante superintendente das reservas navais no final daquele ano. Ele foi promovido a Cavaleiro Comandante da Ordem do Banho em 22 de junho de 1897.

## Comandante-em-Chefe, Estação China

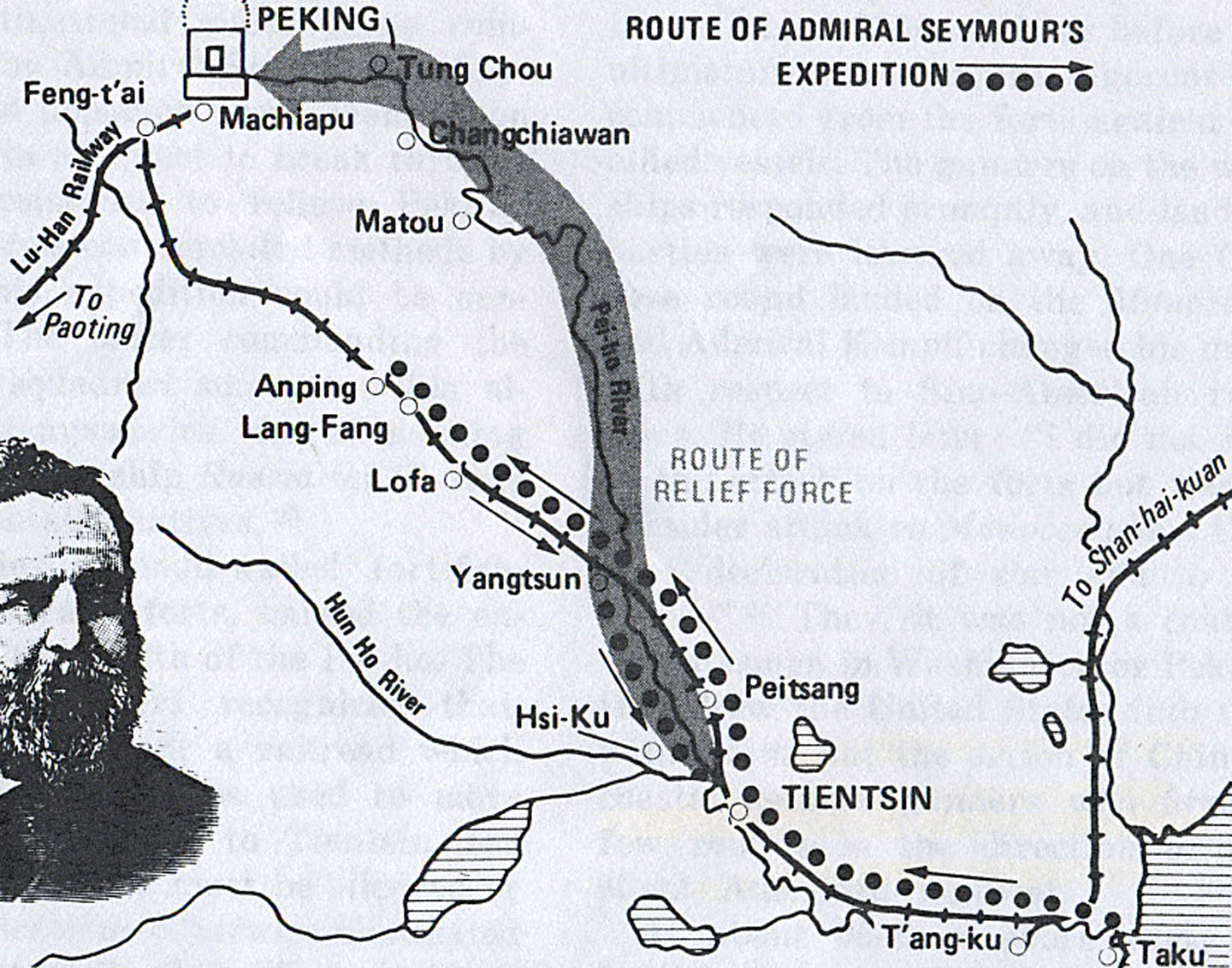
A rota da Expedição de Seymour é mostrada neste mapa

### Levante dos Boxers
Seymour tornou-se Comandante-em-Chefe da Estação China, com sua bandeira no encouraçado HMS Centurion, em 18 de fevereiro de 1898. No início de 1900 os Boxers, um movimento de massa rural, decidiram livrar a China da influência ocidental e em junho de 1900 avançaram sobre Pequim, iniciando o Levante dos Boxers. As legações diplomáticas em Pequim solicitaram apoio militar. Em 9 de junho de 1900, Sir Claude MacDonald, o ministro britânico, telegrafou a Seymour, relatando que a situação em Pequim "estava se tornando mais séria a cada hora" e que "as tropas deveriam ser desembarcadas e todos os preparativos feitos para um avanço para Pequim imediatamente". Em resposta, Seymour reuniu uma força levemente armada de 2.000 marinheiros e fuzileiros navais de navios de guerra ocidentais e japoneses em Tianjin. A expedição rumou a Pequim de trem. A força de Seymour consistia em 916 britânicos, 455 alemães, 326 russos, 158 franceses, 112 americanos, 54 japoneses, 41 italianos e 26 austríacos.
No primeiro dia, a força aliada viajou quarenta quilômetros sem incidentes, cruzando uma ponte em Yancun sobre o rio Hai sem oposição, embora o general chinês Nie Shicheng e milhares de seus soldados estivessem acampados lá. Os dias seguintes foram lentos, pois Seymour teve que consertar os trilhos da ferrovia e lutar contra os ataques dos Boxers enquanto seus trens avançavam. Em 14 de junho de 1900, várias centenas de boxeadores armados com espadas, lanças e gingais desajeitados atacaram Seymour duas vezes e mataram cinco marinheiros italianos que atuavam como piquetes. Os americanos contaram 102 corpos de Boxers deixados no campo de batalha no final de uma batalha.
Em 16 de junho de 1900 houve um ataque aliado europeu e japonês aos Fortes Dagu. Como resultado do ataque em Dagu, o governo chinês decidiu resistir à expedição de Seymour e matar ou expulsar todos os estrangeiros do norte da China. Assim, em 18 de Junho de 1900, a força de Seymour foi subitamente atacada por vários milhares de soldados imperiais chineses bem armados – que não se tinham oposto à passagem de Seymour alguns dias antes. A expedição resistiu ao ataque, supostamente matando centenas de chineses, com sete mortos e 57 feridos. No entanto, a necessidade de cuidar dos feridos, a escassez de suprimentos e munições e a probabilidade de ataques chineses adicionais forçaram Seymour e seus oficiais a decidirem por uma retirada para Tianjin.

### Retirada

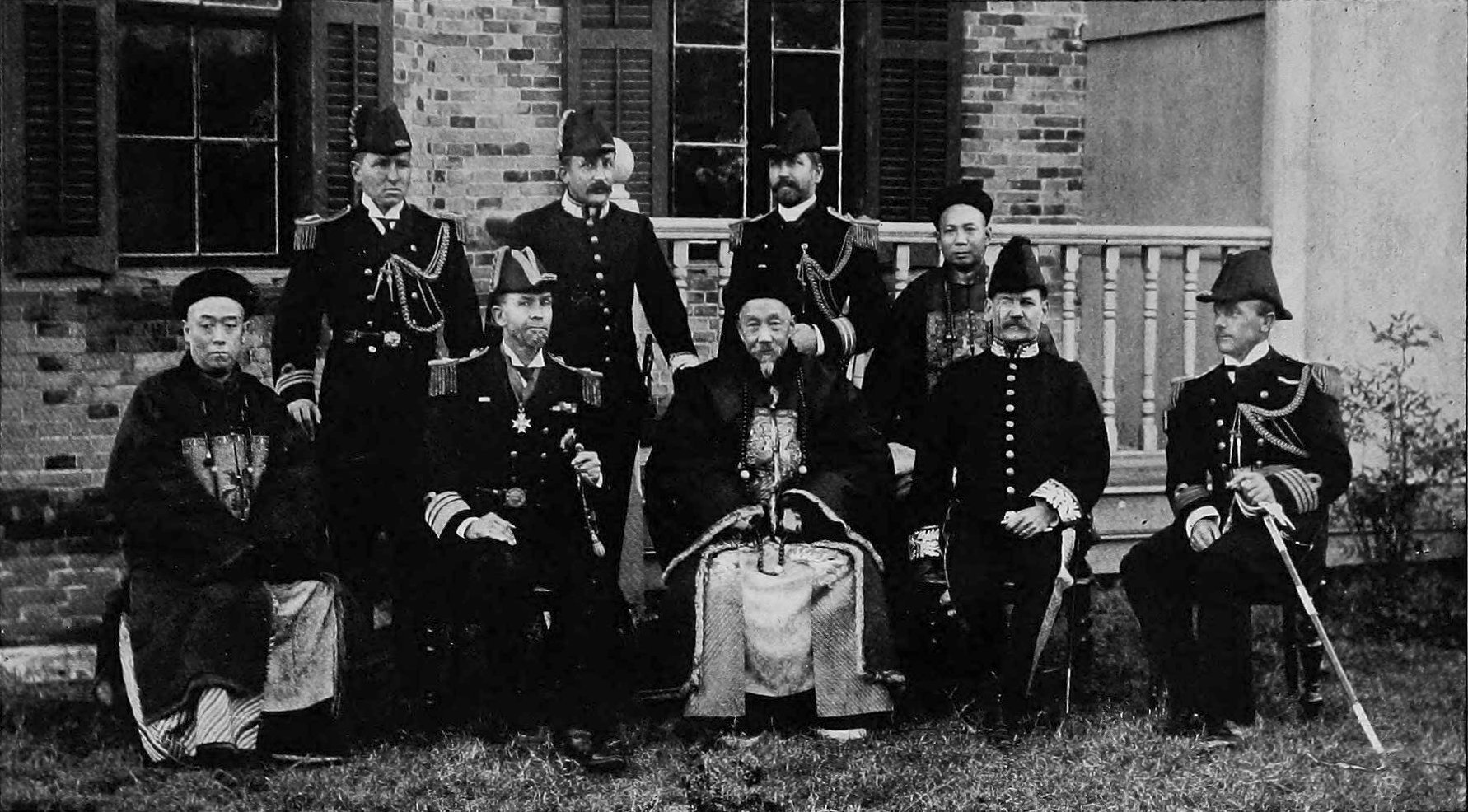
Seymour (terceiro a partir da esquerda) com Li Hongzhang, o principal negociador da dinastia Qing durante a Rebelião dos Boxers, 1900

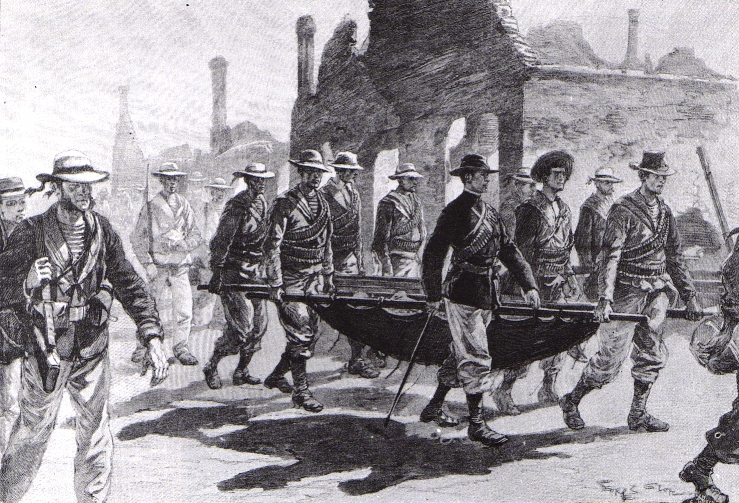
A força maltratada de Seymour volta a Tianjin

Seymour deu meia-volta com seus trens e voltou para Tianjin. Mas ele encontrou a ponte sobre o rio Hai que havia cruzado alguns dias antes, agora destruída pelos Boxers ou pelo exército chinês. Os marinheiros, talvez mais confortáveis perto da água, optaram por seguir o rio – embora o percurso ferroviário fosse mais curto e atravessasse campo aberto. Ao longo das margens densamente povoadas dos rios havia aldeias infestadas de Boxers a cada oitocentos metros. A retirada de Seymour rio abaixo foi lenta e difícil, cobrindo apenas cinco quilômetros no primeiro dia. As vítimas adicionais incluíram John Jellicoe, que sofreu um ferimento quase fatal. Em 22 de junho de 1900, os aliados estavam sem comida e com menos de 10 cartuchos de munição por homem – exceto os americanos que haviam trazido bastante munição. Mas “não houve ideia de rendição”, disse o tenente Wurtzbaugh. “A intenção era lutar até o fim com a baioneta”. Em 23 de junho de 1900, a seis milhas de Tianjin, Seymour encontrou o forte e arsenal Xigu que inexplicavelmente estava quase indefeso pelos soldados chineses. Os marinheiros e fuzileiros navais estrangeiros refugiaram-se no arsenal que continha uma riqueza de armas e munições e alguns alimentos. Percebendo o seu erro ao deixar o arsenal indefeso, o exército chinês tentou desalojar Seymour, agora bem armado, mas não teve sucesso.
Um servo chinês dos britânicos foi até Tianjin e solicitou o resgate de Seymour. Dois mil soldados aliados marcharam para fora da cidade em direção ao arsenal em 25 de junho de 1900 e no dia seguinte escoltaram os homens de Seymour de volta a Tianjin. Os chineses não se opuseram à sua passagem. Um missionário relatou a chegada deles a Tianjin. "Nunca esquecerei, até o dia da minha morte, a longa fileira de soldados empoeirados e desgastados pela viagem, que por duas semanas viviam com um quarto de ração e lutavam todos os dias... os homens foram recebidos por senhoras gentis com baldes de chá que os pobres companheiros bêbados como nunca haviam bebido antes – alguns caindo em prantos." As vítimas de Seymour foram 62 mortos e 232 feridos.

## Carreira posterior
Promovido a almirante pleno em 24 de maio de 1901, Seymour voltou a Portsmouth, onde foi recebido por milhares de pessoas na praia e no cais e homenageado com uma visita dos Lordes do Almirantado à sua nau capitânia. Ele foi promovido a Cavaleiro da Grã-Cruz da Ordem do Banho (GCB) em 9 de novembro de 1900; no final de setembro de 1901 foi recebido em audiência pessoal pelo rei Eduardo VII, que lhe presenteou com a insígnia da ordem. Ele também foi condecorado com a Ordem Prussiana da Águia Vermelha, Primeira classe, com as espadas cruzadas em abril de 1902.
Em maio de 1902, integrou uma delegação liderada pelo Duque de Connaught para participar nas cerimónias de entronização em Madrid do jovem rei Alfonso XIII de Espanha, e foi condecorado com as Cruzes Espanholas de Mérito Naval.
Seymour estava entre os destinatários originais da Ordem do Mérito (OM) na lista de Honras da Coroação de 1902 publicada em 26 de junho de 1902, e recebeu a ordem do Rei Eduardo VII no Palácio de Buckingham em 8 de agosto de 1902. Ele também foi nomeado primeiro e principal ajudante de campo naval do rei em 3 de outubro de 1902.
Promovido a Almirante da Frota em 20 de fevereiro de 1905 e nomeado Cavaleiro da Grã-Cruz da Ordem Real Vitoriana em 15 de maio de 1906, Seymour tornou-se comandante de um esquadrão, com sua bandeira no cruzador de batalha HMS Inflexible, enviado para participar de celebrações em Boston em 1909. Em novembro de 1909 ele foi empossado no Conselho Privado. Ele se aposentou da Marinha em abril de 1910 e morreu em sua casa em Maidenhead em 2 de março de 1929.

## Família
Seymour não se casou nem teve filhos.